# Onauea
Onauea (auch: Onouea) ist ein Ort im nördlichen Teil des pazifischen Archipels der Line Islands nahe dem Äquator im Staat Kiribati mit einer Landfläche von 0,16 km². 2020 wurden 107 Einwohner gezählt.

## Geographie
Onauea liegt zusammen mit Mwakeitari an der Südküste der Insel Teraina (früher auch Washington, New York oder Prospectus Island genannt). Haupterwerbszweige sind Kokosanbau und Fischerei. Im Norden liegt der Washington Lake.

## Klima
Das Klima ist tropisch heiß, wird jedoch von ständig wehenden Winden gemäßigt. Ebenso wie die anderen Orte der südlichen Line Islands wird Onauea gelegentlich von Zyklonen heimgesucht.